# Lista de singles número um na Hot Dance Club Songs em 2009
Este anexo lista os singles número um na tabela musical estado-unidense Hot Dance Club Songs em 2009. A compilação contém as faixas mais tocadas em danceterias por disc jockeys (DJ) do país, que precisam atender a critérios da revista Billboard para a publicação de seus dados. Nesse ano, cinquenta canções atingiram o topo da lista em suas 52 edições. Houve dois casos de faixas ficarem mais de uma semana no topo: "I Hate This Part", do grupo feminino The Pussycat Dolls, e "When Love Takes Over", do DJ David Guetta com participação da cantora Kelly Rowland.

## Histórico
| Data            | Single                             | Artista(s)                            | Referência(s) |
| --------------- | ---------------------------------- | ------------------------------------- | ------------- |
| 3 de janeiro    | "I Hate This Part"                 | Pussycat Dolls                        | [ 2 ]         |
| 10 de janeiro   | "I Hate This Part"                 | Pussycat Dolls                        | [ 3 ]         |
| 17 de janeiro   | "Single Ladies (Put a Ring on It)" | Beyoncé                               | [ 4 ]         |
| 24 de janeiro   | "Human"                            | The Killers                           | [ 5 ]         |
| 31 de janeiro   | "Fame (The Game)"                  | Donna Summer                          | [ 6 ]         |
| 7 de fevereiro  | "Never"                            | Kristine W                            | [ 7 ]         |
| 14 de fevereiro | "I Stay in Love"                   | Mariah Carey                          | [ 8 ]         |
| 21 de fevereiro | "Poker Face"                       | Lady Gaga                             | [ 9 ]         |
| 28 de fevereiro | "What I Cannot Change"             | LeAnn Rimes                           | [ 10 ]        |
| 7 de março      | "T-Shirt"                          | Shontelle                             | [ 11 ]        |
| 14 de março     | "Away"                             | Enrique Iglesias com Sean Garrett     | [ 12 ]        |
| 21 de março     | "Long Distance"                    | Brandy                                | [ 13 ]        |
| 28 de março     | "Diva"                             | Beyoncé                               | [ 14 ]        |
| 4 de abril      | "The Fear"                         | Lily Allen                            | [ 15 ]        |
| 11 de abril     | "God In Me"                        | Mary Mary com Kierra "KiKi" Sheard    | [ 16 ]        |
| 18 de abril     | "Love Story"                       | Nadia Ali                             | [ 17 ]        |
| 25 de abril     | "Love Is the Look"                 | Kristine W                            | [ 18 ]        |
| 2 de maio       | "T.O.N.Y."                         | Solange                               | [ 19 ]        |
| 9 de maio       | "Boom"                             | Anjulie                               | [ 20 ]        |
| 16 de maio      | "Bottle Pop"                       | Pussycat Dolls com Snoop Dogg         | [ 21 ]        |
| 23 de maio      | "Halo"                             | Beyoncé                               | [ 22 ]        |
| 30 de maio      | "Wrong"                            | Depeche Mode                          | [ 23 ]        |
| 6 de junho      | "Beautiful U R"                    | Deborah Cox                           | [ 24 ]        |
| 13 de junho     | "I'm Not Getting Enough"           | Ono                                   | [ 25 ]        |
| 20 de junho     | "When Love Takes Over"             | David Guetta com Kelly Rowland        | [ 26 ]        |
| 27 de junho     | "When Love Takes Over"             | David Guetta com Kelly Rowland        | [ 27 ]        |
| 4 de julho      | "Bad, Bad Boy"                     | The Perry Twins com Niki Haris        | [ 28 ]        |
| 11 de julho     | "Now I'm That Bitch"               | Livvi Franc                           | [ 29 ]        |
| 18 de julho     | "Body Rock"                        | Oceana                                | [ 30 ]        |
| 25 de julho     | "LoveGame"                         | Lady Gaga                             | [ 31 ]        |
| 1° de agosto    | "Love etc."                        | Pet Shop Boys                         | [ 32 ]        |
| 8 de agosto     | "Give You Everything"              | Erika Jayne                           | [ 33 ]        |
| 15 de agosto    | "Hush Hush; Hush Hush"             | Pussycat Dolls com Nicole Scherzinger | [ 34 ]        |
| 22 de agosto    | "Waking Up in Vegas"               | Katy Perry                            | [ 35 ]        |
| 29 de agosto    | "Crazy Possessive"                 | Kaci Battaglia                        | [ 36 ]        |
| 5 de setembro   | "Be Alright"                       | Kristine W                            | [ 37 ]        |
| 12 de setembro  | "Sweet Dreams"                     | Beyoncé                               | [ 38 ]        |
| 19 de setembro  | "Bulletproof"                      | La Roux                               | [ 39 ]        |
| 26 de setembro  | "Celebration"                      | Madonna                               | [ 40 ]        |
| 3 de outubro    | "Obsessed"                         | Mariah Carey                          | [ 41 ]        |
| 10 de outubro   | "She Wolf"                         | Shakira                               | [ 42 ]        |
| 17 de outubro   | "Everybody Shake It"               | Ralphi Rosario com Shawn Christopher  | [ 43 ]        |
| 24 de outubro   | "Sexy Bitch"                       | David Guetta com Akon                 | [ 44 ]        |
| 31 de outubro   | "Release Me"                       | Agnes                                 | [ 45 ]        |
| 7 de novembro   | "Million Dollar Bill"              | Whitney Houston                       | [ 46 ]        |
| 14 de novembro  | "Paparazzi"                        | Lady Gaga                             | [ 47 ]        |
| 21 de novembro  | "Did You See Me Coming?"           | Pet Shop Boys                         | [ 48 ]        |
| 28 de novembro  | "Fuck You"                         | Lily Allen                            | [ 49 ]        |
| 5 de dezembro   | "S.O.S. (Let the Music Play)"      | Jordin Sparks                         | [ 50 ]        |
| 12 de dezembro  | "Perfect"                          | Depeche Mode                          | [ 51 ]        |
| 19 de dezembro  | "Hang On"                          | Plumb                                 | [ 52 ]        |
| 26 de dezembro  | "Bad Romance"                      | Lady Gaga                             | [ 53 ]        |